# Chroniques galaxiennes
 (décembre 2021).
Si vous disposez d'ouvrages ou d'articles de référence ou si vous connaissez des sites web de qualité traitant du thème abordé ici, merci de compléter l'article en donnant les références utiles à sa vérifiabilité et en les liant à la section « Notes et références ».
Ne doit pas être confondu avec Chroniques martiennes.
Chroniques galaxiennes est le 22e album de la série de bande dessinée Le Scrameustache de Gos. L'ouvrage est publié en 1992.

## Synopsis
L'histoire se déroule au sein du studio de télévision du «Groupe Audiovisuel Galaxien», et tout particulièrement durant une émission d'infodivertissement dont chaque émission est consacrée à un sujet différent. L'humour est centré sur les accidents survenant au sein du studio ainsi que sur les collusions -accidentelles ou non- entre le sujets des émissions et le "monde réel".